# Arno J. Mayer
Arno J. Mayer, nome completo Arno Joseph Mayer (Lussemburgo, 19 giugno 1926 – Princeton, 19 dicembre 2023), è stato uno storico lussemburghese naturalizzato statunitense.

## Biografia
Nato in una famiglia di origine ebraica (suo padre era stato il fondatore del sionismo in Lussemburgo), abbandonò il suo paese nel 1940 a seguito dell'invasione nazista ed emigrò negli USA, acquisendo la cittadinanza statunitense nel 1944.
Dopo il diploma al City College of New York e la laurea all'università di Yale, lavorò come docente universitario dal 1953. Dal 1958 al 1961 insegnò storia contemporanea a Harvard e nel 1961 passò all'Princeton.
Autore di varie opere sulla storia dell'Ottocento e del Novecento, Arno J. Mayer (che si era autodefinito un marxista dissidente di sinistra) divenne noto in Italia per i volumi Soluzione finale (Milano 1990) e Il potere dell'Ancien Régime fino alla prima guerra mondiale (Roma 1999).

## Opere
- Arno Mayer, Soluzione finale. Lo sterminio degli ebrei nella storia europea, Milano, Mondadori, 1990.
- Arno Mayer, Il potere dell'Ancien Régime fino alla prima guerra mondiale, Roma, Laterza, 1999, ISBN 978-88-420-5764-2.
- (EN) Arno Mayer, Politics and Diplomacy of Peacemaking: Containment and Counterrevolution at Versailles, 1918–1919, New York, 1967.
- (EN) Arno Mayer, Political Origins of the New Diplomacy 1917-1918, Yale University Press, 1970.
- (EN) Arno Mayer, Dynamics of Counterrevolution In Europe, 1870 - 1956, New York, Harper & Row, 1971, ISBN 978-0-06-131579-4.
- (EN) Arno Mayer, The Furies: Violence and Terror in the French and Russian Revolutions, Princeton University Press, 2001.
- (EN) Arno Mayer, Plowshares into Swords: From Zionism to Israel, Londra, Verso, 2008, ISBN 978-1-84467-235-6.